# Birdsong (Album)
Birdsong ist ein Jazzalbum von Chad Fowler mit Shanyse Strickland, Sana Nagano, Melanie Dyer, Ken Filiano und Anders Griffen. Die am 26. April 2022 in den Park West Studios, Brooklyn, entstandenen Aufnahmen erschienen 2024 auf Mahakala Music.

## Hintergrund
Aufbauend auf der Rhythmus-Teamarbeit des Schlagzeugers Anders Griffen und des Bassisten Ken Filiano, der schon lange Teil der kreativen Musikszene New Yorks ist, setzte Chad Fowler, der „Stritch“, ein Altsaxophon in gerade Bauform, und Bassflöte spielt, Klangfarben von Sana Naganos Violine und Melanie Dyers Bratsche ein. Hinzu kam als zweite Bläserin Shanyse Strickland, die in einem Stück Flöte spiele, auf einem anderen ihre Stimme einsetzt, aber sonst Waldhorn spielt.
Fowler sieht in den Liner Notes in der Musik eine Parallele zu den Veränderungen des Vogelgesangs in städtischen Umgebungen, da sich sowohl der Ausdruck im Laufe der Zeit entwickelt als auch Musiker auf einzigartige Weise miteinander in Beziehung treten, basierend auf ihrem Hintergrund und ihrer Herkunft.

## Titelliste
- Chad Fowler / Shanyse Strickland / Sana Nagano / Melanie Dyer / Ken Filiano / Anders Griffen – Birdsong (Mahakala Music MAHA-068)[1]

1. Traditional Funeral Dance (Chad Fowler) 9:39
2. Out of Town (Anders Griffen) 6:41
3. Turnoutbreak 7:02
4. Good and Tomorrow (Take 2) (Anders Griffen) 8:53
5. Theme for Someone I Probably Wouldn’t Like (Chad Fowler) 7:49
6. Crossing the River 8:47
7. N-Beam (Anders Griffen) 9:09
8. Yatra 6:03
9. Good and Tomorrow (Take One) 7:00

Wenn nicht anders vermerkt, sind die Stücke Improvisationen der gesamten Gruppe.

## Rezeption

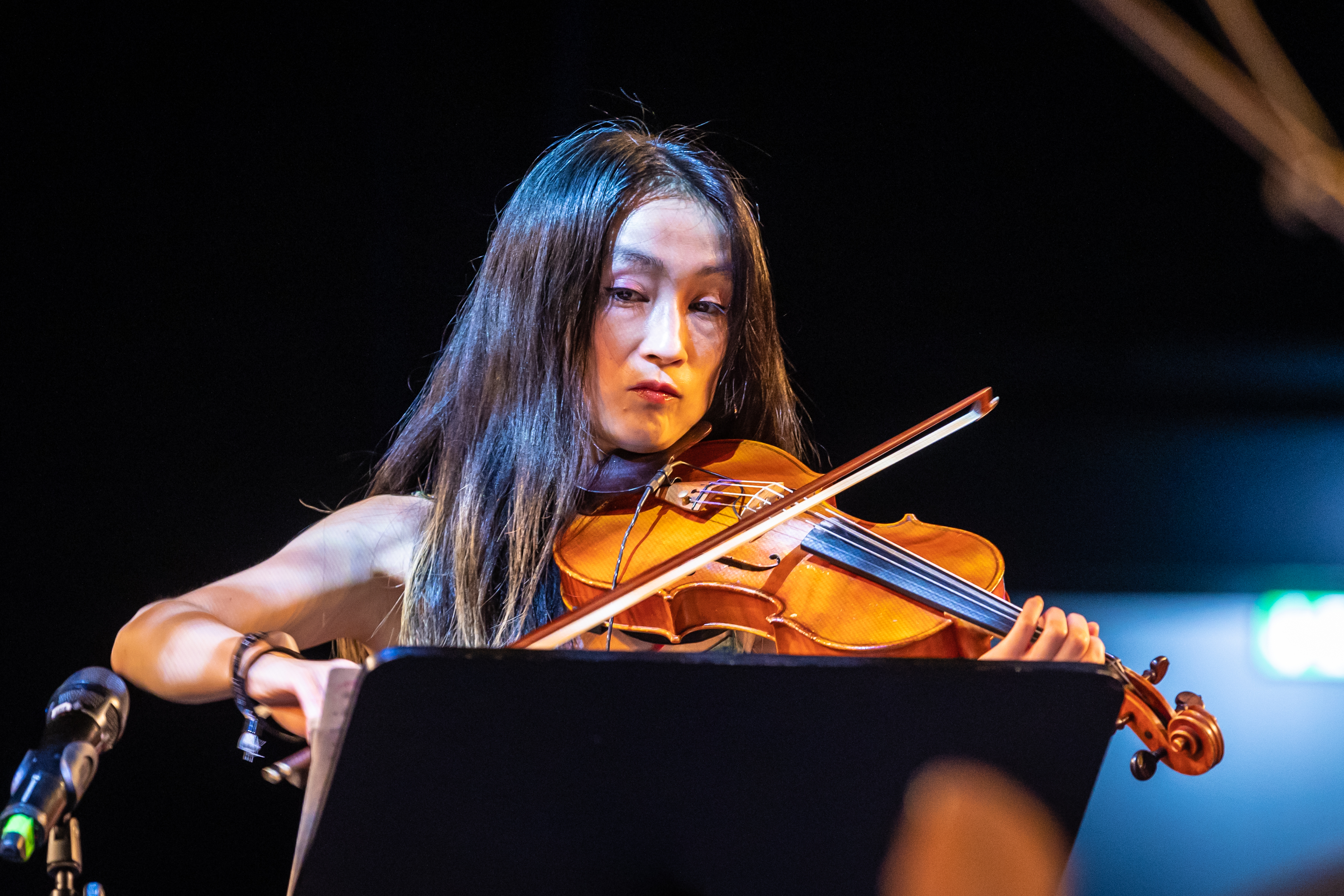
Die Geigerin Sana Nagano beim Moers Festival 2022

Dieses Ad-hoc-Treffen versierter Improvisatoren, das im Titel des Albums auf Vogelgesänge verweist, aber tatsächlich Klänge zusammenfüge, die viele Stränge menschlicher Musik vermischen, würde Sounds erschaffen, die ebenso einzigartig sind wie ihre Instrumentierung, schrieb Ken Waxman (Squid’s Ear). Chad Fowler steuere nicht nur das Blubbern der Bassflöte bei, sondern auch gepresste Laute vom „Stritch“, dem langgezogenen Altsaxophon, das vor allem mit Rahsaan Roland Kirk in Verbindung gebracht wird. Herausragend sei jedoch Shanyse Strickland, die sich mit Fowler für ein Flötenduett auf einem Stück zusammenschließt, auf einem anderen wortlose Jodler und Johlen hinzufügt, aber die meiste Zeit damit verbringt, Waldhorntexturen formell oder frei zu gestalten. Wenn man bedenke, wie die Melodie zu verschiedenen Zeitpunkten romantische Schattierungen, Anklänge an Café-Musik, Marschtempos und sogar kurze Country- & Western-Streicher-Splitter aufweise, zeige Strickland ein beachtliches Talent. Am deutlichsten höre man es auf Stücken wie „Good And Tomorrow (Take 2)“ und „N-Beam“.